# Torrubia del Campo (kommun)
Torrubia del Campo är en kommun i Spanien.   Den ligger i provinsen Provincia de Cuenca och regionen Kastilien-La Mancha, i den centrala delen av landet, 90 km sydost om huvudstaden Madrid. Antalet invånare är 309.

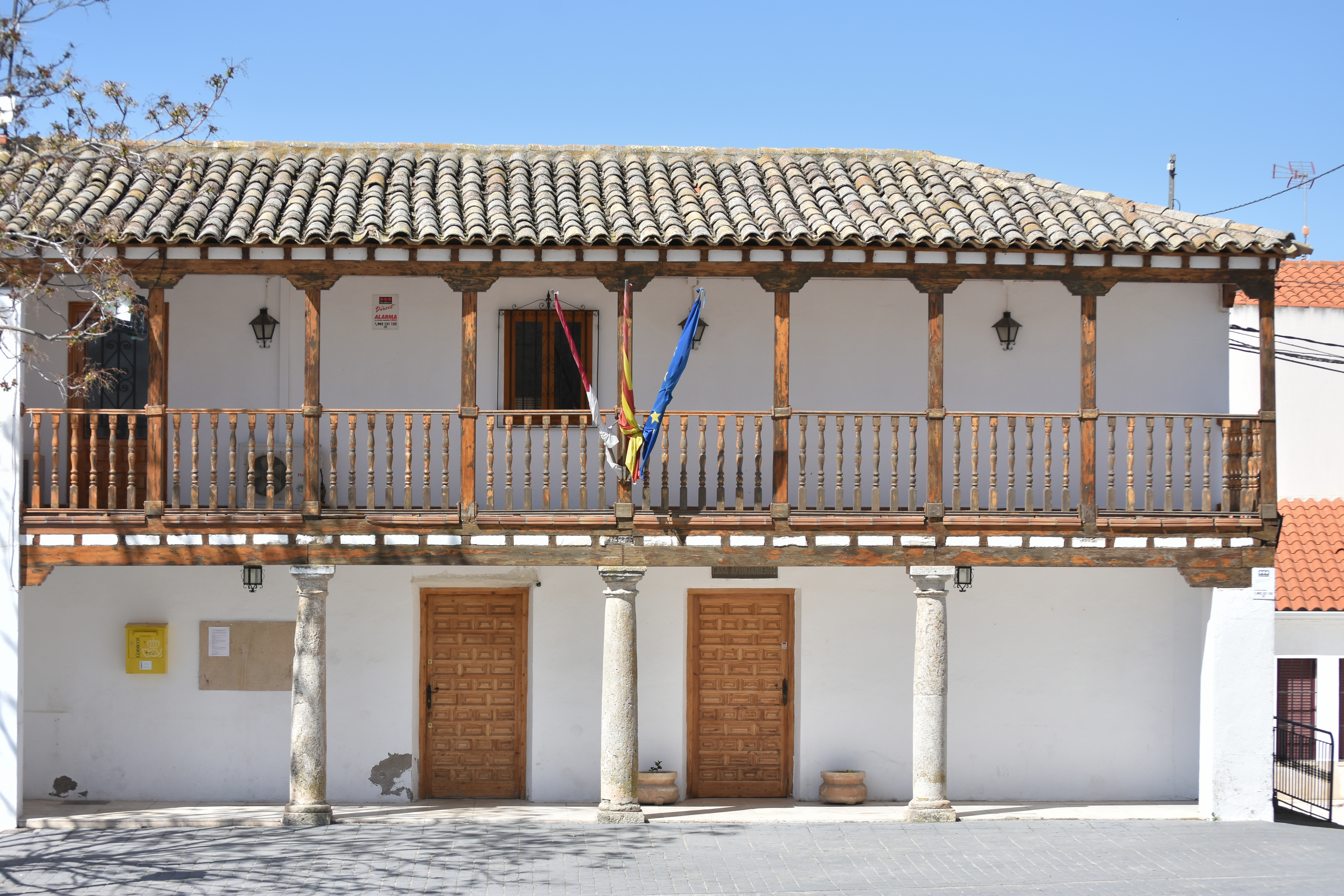
Stadhuis van Torrubia del Campo